# Damernas hopp i gymnastik vid olympiska sommarspelen 1988
Damernas hopp i gymnastik vid olympiska sommarspelen 1988 avgjordes den 19-25 september i Olympic Gymnastics Arena.

## Medaljörer
| Gren          | Guld                              | Silver                    | Brons                    |
| Damernas hopp | Svetlana Boginskaja Sovjetunionen | Gabriela Potorac Rumänien | Daniela Silivaş Rumänien |

## Resultat

### Final
| Rank | Gymnast                   | C      | O      | C+O    | Kval   | Final | Totalt |
| ---- | ------------------------- | ------ | ------ | ------ | ------ | ----- | ------ |
|      | Svetlana Boginskaja (URS) | 9,900  | 9,975  | 19,875 | 9,937  | 9,968 | 19,905 |
|      | Gabriela Potorac (ROU)    | 9,800  | 9,975  | 19,775 | 9,887  | 9,943 | 19,830 |
|      | Daniela Silivaş (ROU)     | 9,900  | 9,900  | 19,800 | 9,900  | 9,918 | 19,818 |
| 4    | Boriana Stojanova (BUL)   | 9,850  | 9,975  | 19,825 | 9,912  | 9,868 | 19,780 |
| 5    | Brandy Johnson (USA)      | 9,850  | 9,800  | 19,650 | 9,825  | 9,949 | 19,774 |
| 6    | Dagmar Kersten (GDR)      | 9,800  | 9,950  | 19,750 | 9,875  | 9,881 | 19,756 |
| 7    | Wang Xiaoyan (CHN)        | 9,775  | 9,900  | 19,675 | 9,837  | 9,893 | 19,730 |
| 8    | Jelena Sjusjunova (URS)   | 10,000 | 10,000 | 20,000 | 10,000 | 9,712 | 19,712 |